# Angela Teresa Muratori
Angela Teresa Muratori, nota anche come Teresa Muratori Moneta dal cognome del marito (Bologna, 17 ottobre 1661 – Bologna, 19 aprile 1708), è stata un'artista e musicista italiana.

## Biografia
Angela Teresa Muratori nasce da un'illustre famiglia bolognese originaria di Budrio, distintasi nei secoli in ruoli governativi, amministrativi e accademici. Fin da piccola viene avviata dal padre, lettore di filosofia e medicina all'Università di Bologna, alle arti della pittura e della musica secondo il modello di Santa Caterina da Bologna.

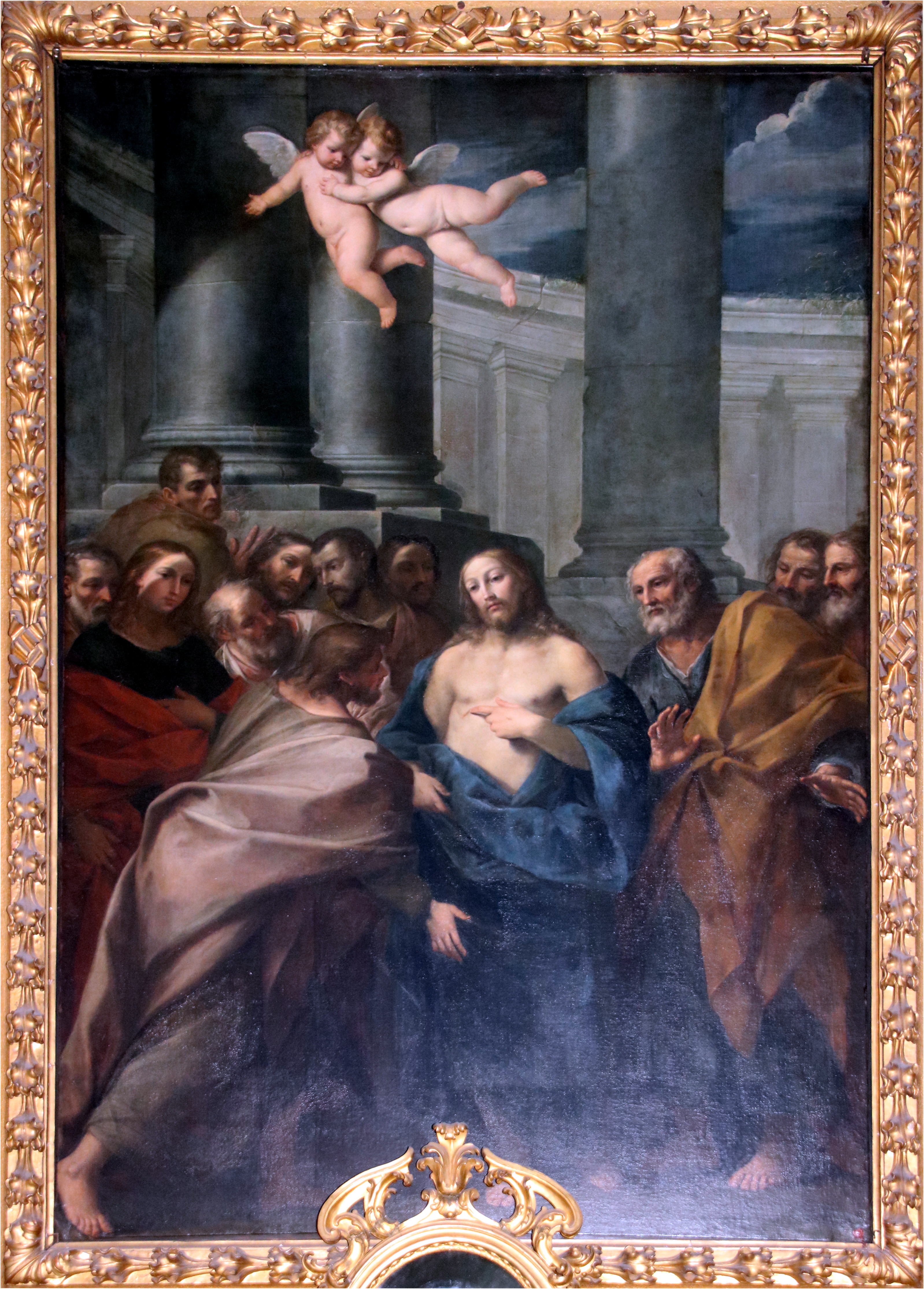
La professione di Fede di San Tommaso apostolo, Chiesa di San Filippo Neri, Bologna

Completa il suo apprendistato pittorico sotto la direzione di Emilio Taruffi, mentre non si hanno notizie più dettagliate sul suo tirocinio musicale, che dovette essere egualmente rigoroso. Già da giovanissima si afferma infatti per il suo talento in entrambe le arti. Anche il matrimonio nel 1690 con un nobile bolognese e la maternità non rallentarono la sua produzione artistica alla quale continuò a dedicarsi per l'intera sua vita. Produce numerose opere su tela e si conoscono i titoli e l'anno di esecuzione di diversi oratori, anche se di essi è rimasto il solo libretto.
Alla morte del Tartuffi continuò gli studi pittorici alla scuola di Lorenzo Pasinelli, ma alla morte di questi proseguì l'apprendistato con Giovan Gioseffo Dal Sole.
A partire dal secolo XVIII, alcuni storici dell'arte hanno messo in dubbio l'autonomia e l'autorialità pittorica della Muratori. Secondo Enrico Maugeri, è proprio con il suo ultimo maestro che dipinse a quattro mani varie opere, tra cui un'Incredulità di San Tommaso, con il santo che alla presenza degli apostoli tocca la piaga del Cristo, conservato nella chiesa di Santa Maria in Galliera, in cui i puttini alati sarebbero di mano del maestro, o ancora un San Benedetto che guarisce un ammalato.
Morì a Bologna nel 1708 e fu sepolta nella chiesa di Santa Maria in Galliera, nella stessa cappella che ospita la sua pala d'altare raffigurante il san Tommaso.

## Riconoscimenti
La città di Bologna ha intitolato un giardino a suo nome.

## Opere

### Oratori
- Il martirio di S. Colomba (Bologna, chiesa di S. Maria di Galliera, 1º novembre 1689).
- Li giochi di Sansone (ibid., 1694).
- L’Esterre (ibid., 27 marzo 1695).
- Cristo morto (ibid., oratorio dell’Arciconfraternita di S. Maria della Morte, 20 aprile 1696).

### Opere pittoriche
- Madonna col Bambino e s. Monica genuflessa (Bologna, S. Agostino; ante 1690) [perduta]
- Martirio di S. Caterina (Bologna, S. Nicolò degli Albari; ante 1690) [perduta]
- Miracolo della s. Croce (Bologna, S. Elena; ca. 1696-99) [perduta]
- S. Maria Maddalena (Bologna, quindi al castello di Potsdam-Sanssouci; ca. 1696-99) [collezione privata]
- Miracolo di S. Benedetto da Norcia (Bologna, S. Stefano; 1701)
- S. Girolamo (Bologna, S. Giovanni in Monte; ante 1704)
- S. Maria Maddalena penitente (Bologna, S. Giovanni in Monte; ante 1704)
- Annunciazione (Bologna, Ss. Trinità; ante 1704)
- Apparizione della Vergine a S. Pietro martire (Ferrara, S. Domenico; ante 1704)
- Incredulità di s. Tommaso (Bologna, S. Maria di Galliera; 1705)
- Immacolata Concezione (Bologna, S. Maria di Galliera; post 1706)
- Memoria di Francesco e Achille Muratori (Bologna, Archiginnasio; 1706) [danneggiata nel corso della seconda guerra mondiale
- La professione di fede di San Tommaso apostolo (Bologna, chiesa della Madonna di Galliera e di San Filippo Neri)